# Grafică
Grafica  (din greacă γραφικός, graphikos, „ceva scris”) este o imagine (sau o colecție de imagini) sau un desen pe unele suprafețe, cum ar fi un perete, pânză, ecran, hârtie sau piatră, cu scopul de a informa, ilustra sau amuza.  
În utilizarea contemporană poate include chiar o reprezentare grafică a datelor, cum ar fi în proiectarea asistată de calculator. Imaginile care sunt generate de un calculator sunt numite acum: grafica pe calculator. Exemple sunt fotografiile, desenele, grafice, diagrame, numere, simboluri, desene geometrice, hărți, desene tehnice sau alte imagini etc. 
Grafica poate să conțină  o combinație de text, ilustrate, și culoare. Design-ul  grafic poate consta în premeditarea unei selecții, crearea sau aranjarea unei tipărituri, ca într-o broșură, pliant, poster, pagină web, sau o carte fără nici un alt element. Claritate sau o comunicare eficientă poate fi obiectiv, asocierea cu alte elemente culturale pot fi căutate, sau pur și simplu, crearea unui stil distinctiv. Grafica poate fi funcțională  sau artistică (de exemplu pastelul și acuarela). Aceasta din urmă poate fi o versiune înregistrată, cum ar fi o fotografie, sau o interpretare de către un om de știință pentru a evidenția caracteristicile esențiale, sau un artist, caz în care distincția față de o grafică imaginară poate deveni ambiguă - de exemplu pastelul și acuarela.